# Nekrolog 1. Quartal 1960
Nekrolog
◄◄
| ◄
| 1956
| 1957
| 1958
| 1959
| 1960 | 1961 | 1962 | 1963 | 1964 | ► | ►►
1. Quartal |
2. Quartal |
3. Quartal |
4. Quartal 1960
Weitere Ereignisse | Allgemeiner Nekrolog 1960
Die Beschreibung der verstorbenen Person sollte so kurz wie möglich gehalten sein und nur deren signifikante Tätigkeit(en) enthalten.
Neue Namen ggf. auch unter dem Geburts- und Sterbedatum, also etwa unter 1. Januar und im Geburts- und Sterbejahr (2024) eintragen (nur bei entsprechender großer Wichtigkeit). Für Beispiele siehe die schon vorhandenen Artikel.
Außerdem über die fünf zuletzt Verstorbenen, zu denen es einen ausreichend guten Artikel für eine Präsentation auf der Hauptseite gibt, nach der todesbedingten Überarbeitung der Artikel ggf. auch unter Wikipedia Diskussion:Hauptseite informieren und sie am besten auch in den anderen Wikipedia-Sprachversionen eintragen. Tipp: Regelmäßig bei news.google.de nach „ist tot“, „gestorben“ oder „verstorben“ suchen.
Wenn eine Person gestorben ist, gibt es viele Seiten zu dieser Person in der Wikipedia, die davon auch betroffen sind und entsprechend aktualisiert werden müssen. Beispiele: Namenübersichtsseite, Geburtsjahr, Geburtsort-Seiten und viele mehr.
Wie finde ich die betroffenen Seiten?
Im Suchfeld auf der linken Seite gibt man den Suchbegriff so ein: „Vorname Nachname“. Dann klickt man auf Volltext und alle Seiten mit entsprechendem Suchtext werden aufgerufen. Hier sieht man dann schnell, wo auch das Todesjahr Sinn macht oder sogar ein Teil des Artikels angepasst werden muss. Auch hilft das „Werkzeug“ auf der linken Seite sehr gut, um solche Seiten aufzufinden: „Links auf diese Seite“. Somit ist die Wikipedia wieder aktuell in allen Bereichen! Hinweis: bei Eintragung der Kategorie „Gestorben JAHR“ wird der Missbrauchsfilter 49 ausgelöst, was jedoch nicht schlimm ist. Siehe: Spezial:Missbrauchsfilter/49
Dies ist eine Liste von im ersten Quartal 1960 verstorbenen bekannten Persönlichkeiten. Die Einträge erfolgen innerhalb der einzelnen Daten alphabetisch sortiert. Tiere sind im Nekrolog für Tiere zu finden.

## Januar
| Tag        | Name                          | Beruf, bekannt als                                                                                       | Alter | Beleg |
| ---------- | ----------------------------- | --- | ----- | ----- |
| 1. Januar  | Paul-Émile Bécat              | französischer Maler, Zeichner und Radierer                                                               | 74    |       |
| 1. Januar  | Robert Coleman                | britischer Segler                                                                                        | 76    |       |
| 1. Januar  | Anton Dietz                   | österreichischer Polizeiinspektor und Gerechter unter den Völkern                                        | 71    |       |
| 1. Januar  | Gianni Franciolini            | italienischer Filmregisseur                                                                              | 49    |       |
| 1. Januar  | Max Huber                     | Schweizer Jurist, Präsident des Internationalen Komitees vom Roten Kreuz                                 | 85    |       |
| 1. Januar  | Curt Oertel                   | deutscher Kameramann, Filmregisseur und Filmproduzent                                                    | 69    |       |
| 1. Januar  | Kaspar Roeseling              | deutscher Komponist und Musikschriftsteller                                                              | 65    |       |
| 1. Januar  | Kurt Sucksdorff               | schwedischer Eishockeytorwart                                                                            | 55    |       |
| 1. Januar  | Margaret Sullavan             | US-amerikanische Schauspielerin                                                                          | 50    |       |
| 2. Januar  | Friedrich Adler               | österreichischer Naturwissenschaftler und Politiker (SDAP), Abgeordneter zum Nationalrat                 | 80    |       |
| 2. Januar  | Heinrich Bartholomäus         | deutscher Politiker (NSDAP) und Oberbürgermeister der Stadt Worms                                        | 59    |       |
| 2. Januar  | Frederick Bodmer              | Schweizer Philologe und Autor                                                                            | 65    |       |
| 2. Januar  | Fausto Coppi                  | italienischer Radrennfahrer und dreifacher Weltmeister                                                   | 40    |       |
| 2. Januar  | Norbert Goormaghtigh          | belgischer Pathologe                                                                                     | 69    |       |
| 2. Januar  | Otto Haas                     | deutscher Industrieller                                                                                  | 87    |       |
| 2. Januar  | Gustav Havemann               | deutscher Violinist und Leiter der Reichsmusikkammer                                                     | 77    |       |
| 2. Januar  | Richard Keßler                | deutscher Librettist, Dramatiker, Theaterdirektor, Drehbuchautor und Liederdichter der Leichten Muse     | 84    |       |
| 2. Januar  | Oscar Müller                  | deutscher Journalist und Staatsbeamter                                                                   | 82    |       |
| 2. Januar  | Paul Sauvé                    | kanadischer Politiker, Premierminister von Québec                                                        | 52    |       |
| 2. Januar  | Ernst Schlütter               | deutscher Jurist und Ministerialbeamter                                                                  | 75    |       |
| 2. Januar  | Franz Zelenka                 | österreichischer Politiker (SdP), Abgeordneter zum Nationalrat                                           | 73    |       |
| 3. Januar  | Kuno Dewitz                   | deutscher Generalmajor                                                                                   | 62    |       |
| 3. Januar  | Otto Plein                    | deutscher Ministerialbeamter                                                                             | 86    |       |
| 3. Januar  | Victor Sjöström               | schwedischer Regisseur und Schauspieler                                                                  | 80    |       |
| 4. Januar  | Albert Camus                  | französischer Schriftsteller                                                                             | 46    |       |
| 4. Januar  | Carl Coerper                  | deutscher Mediziner und Rasse- und Sozialhygieniker                                                      | 73    |       |
| 4. Januar  | Karl Andrejewitsch Gailis     | lettisch-sowjetischer Revolutionär und Politiker                                                         | 71    |       |
| 4. Januar  | Hartwig von Hedemann-Heespen  | deutscher Gutsbesitzer, Verwaltungsbeamter, Naturschutzbeauftragter und Vogelexperte                     | 77    |       |
| 4. Januar  | Friedel Hoefer                | deutsche Porträt- und Landschaftsmalerin                                                                 | 76    |       |
| 4. Januar  | Hugo Meurer                   | deutscher Vizeadmiral                                                                                    | 90    |       |
| 4. Januar  | Dudley Nichols                | US-amerikanischer Drehbuchautor                                                                          | 64    |       |
| 5. Januar  | Félix Bermudes                | portugiesischer Bühnenautor und Sportschütze                                                             | 85    |       |
| 5. Januar  | Norris Brown                  | US-amerikanischer Politiker                                                                              | 96    |       |
| 5. Januar  | Franz Czermak                 | sudetendeutscher Lehrer und Kommunalpolitiker                                                            | 63    |       |
| 5. Januar  | Georges Darmois               | französischer Mathematiker, mathematischer Physiker und Statistiker                                      | 71    |       |
| 5. Januar  | August Ertheiler              | deutscher Unternehmer                                                                                    | 96    |       |
| 5. Januar  | Fernand Gregh                 | französischer Schriftsteller und Literaturkritiker                                                       | 86    |       |
| 5. Januar  | Pawel Petrowitsch Parenago    | russischer Astronom und Hochschullehrer                                                                  | 53    |       |
| 5. Januar  | Kurt Reiss                    | deutscher Regisseur, Schauspieler und Autor                                                              | 56    |       |
| 5. Januar  | Wilhelm Ruhland               | deutscher Botaniker und Pflanzenphysiologe                                                               | 81    |       |
| 5. Januar  | Francesc Sabaté Llopart       | spanischer Anarchist und Widerstandskämpfer                                                              | 44    |       |
| 5. Januar  | René Walter                   | französischer Politiker, Mitglied der Nationalversammlung                                                | 49    |       |
| 6. Januar  | Luis Álamos Barros            | chilenischer Politiker, Abgeordneter, Senator und Minister                                               | 66    |       |
| 6. Januar  | Edmund Brauner                | deutscher Politiker (NSDAP), MdR und SA-Führer                                                           | 60    |       |
| 6. Januar  | Alexander von Daniels         | deutscher Generalleutnant im Zweiten Weltkrieg                                                           | 68    |       |
| 6. Januar  | Charles Hawks                 | US-amerikanischer Politiker                                                                              | 60    |       |
| 6. Januar  | August Kargl                  | österreichischer Politiker (CS, ÖVP), Landtagsabgeordneter, Landesrat in Niederösterreich                | 61    |       |
| 6. Januar  | Erik Robert Lindahl           | schwedischer Ökonom                                                                                      | 68    |       |
| 6. Januar  | Richard Merton                | deutscher Unternehmer, Politiker (DVP), MdR und Ehrenbürger von Frankfurt am Main                        | 78    |       |
| 6. Januar  | Johannes Rebholz              | deutscher Kommunalpolitiker (SPD)                                                                        | 74    |       |
| 6. Januar  | Artur Teich                   | deutscher Politiker (SPD), MdL                                                                           | 69    |       |
| 6. Januar  | Nima Youschidsch              | iranischer Dichter                                                                                       | 62    |       |
| 7. Januar  | Iwan Pawlowitsch Bardin       | russischer Metallurg und Hochschullehrer                                                                 | 76    |       |
| 7. Januar  | Hans Bellée                   | deutscher Archivar und Historiker                                                                        | 70    |       |
| 7. Januar  | Dorothea Douglass             | englische Tennis- und Badmintonspielerin                                                                 | 81    |       |
| 7. Januar  | Alexander von Engelberg       | deutscher Unternehmer                                                                                    | 65    |       |
| 7. Januar  | Friedrich Gollert             | deutscher Jurist in der Verwaltung des Distrikts Warschau des Generalgouvernements                       | 55    |       |
| 7. Januar  | Peggy O’Neil                  | irisch-amerikanische Schauspielerin                                                                      | 61    |       |
| 7. Januar  | Walter Schnell                | deutscher Mediziner und Hochschullehrer                                                                  | 68    |       |
| 7. Januar  | Richard M. Simpson            | US-amerikanischer Politiker                                                                              | 59    |       |
| 8. Januar  | Marie Luise Becker            | deutsche Schriftstellerin                                                                                | 88    |       |
| 8. Januar  | Johann Wilhelm Schmidt-Japing | deutscher Theologe                                                                                       | 73    |       |
| 8. Januar  | Franz Sitte                   | sudetendeutscher römisch-katholischer Geistlicher und Märtyrer                                           | 63    |       |
| 8. Januar  | Heinrich Winterwerb           | deutscher Unternehmer                                                                                    | 82    |       |
| 10. Januar | Parsifal Bassi                | italienischer Schauspieler und Filmregisseur                                                             | 67    |       |
| 10. Januar | Benno Elkan                   | deutscher Bildhauer                                                                                      | 82    |       |
| 10. Januar | Eric Hamber                   | kanadischer Manager, Vizegouverneur von British Columbia                                                 | 80    |       |
| 10. Januar | Jack Laviolette               | kanadischer Eishockeyspieler                                                                             | 80    |       |
| 10. Januar | Max Traeger                   | deutscher Lehrer und Gewerkschafter                                                                      | 72    |       |
| 11. Januar | Lambert Beauduin              | belgischer Ordensgeistlicher, Liturgiker und Ökumeniker                                                  | 86    |       |
| 11. Januar | John B. Johnston              | US-amerikanischer Jurist und Politiker                                                                   | 77    |       |
| 11. Januar | Kenyon A. Joyce               | US-amerikanischer Generalmajor der US-Army                                                               | 80    |       |
| 11. Januar | Thomas Kaltenecker            | deutscher Gärtner und Politiker (WV), MdR                                                                | 68    |       |
| 12. Januar | Carlos Di Sarli               | argentinischer Tango-Musiker und -Komponist                                                              | 57    |       |
| 12. Januar | Wilhelm Albert von Jenny      | österreichischer Kunsthistoriker, Prähistoriker und Museumsleiter                                        | 63    |       |
| 12. Januar | Alfred W. Kneucker            | österreichischer Arzt und Schriftsteller                                                                 | 55    |       |
| 12. Januar | Kurt von Lettow-Vorbeck       | deutscher Landrat                                                                                        | 80    |       |
| 12. Januar | Martin Müller                 | deutscher Mediziner, Medizinhistoriker sowie Hochschullehrer                                             | 81    |       |
| 12. Januar | Werner Saam                   | deutscher Pianist, Chorleiter und Dirigent                                                               | 59    |       |
| 12. Januar | Max Schaffner                 | deutscher Kunstmaler                                                                                     | 78    |       |
| 12. Januar | Nevil Shute                   | englischer Schriftsteller, Flugzeugingenieur und Pilot                                                   | 60    |       |
| 13. Januar | Sibilla Aleramo               | italienische Schriftstellerin, Dichterin und Feministin                                                  | 83    |       |
| 13. Januar | Karl Fezer                    | deutscher evangelischer Theologe, Professor für Praktische Theologie und Rektor der Universität Tübingen | 68    |       |
| 13. Januar | William Hammond               | US-amerikanischer Radrennfahrer                                                                          | 73    |       |
| 13. Januar | Olof Larsson                  | schwedischer Ruderer                                                                                     | 31    |       |
| 13. Januar | Clemente Merlo                | italienischer Sprachwissenschaftler, Romanist und Dialektologe                                           | 80    |       |
| 13. Januar | Friedrich Karl Müller-Trefzer | deutscher Ministerialbeamter im badischen Innenministerium                                               | 80    |       |
| 14. Januar | Karl Bähre                    | deutscher Wasserballspieler                                                                              | 60    |       |
| 14. Januar | Ralph Chubb                   | britischer Dichter, Drucker und Künstler                                                                 | 67    |       |
| 14. Januar | Robert Falco                  | französischer Richter in den Nürnberger Prozessen                                                        | 77    |       |
| 14. Januar | August Wäscher                | deutscher Künstler und Bildhauer                                                                         | 78    |       |
| 14. Januar | Ernst Wölfflin                | Schweizer Augenarzt                                                                                      | 86    |       |
| 15. Januar | Otto Bergemann                | deutscher mutmaßlicher Kriegsverbrecher im Zweiten Weltkrieg und Giftmörder                              |       |       |
| 15. Januar | Friedrich Leibbrandt          | deutscher Chemiker, Manager und Politiker (SPD), MdL                                                     | 65    |       |
| 15. Januar | Ludwig Link                   | deutscher römisch-katholischer Theologe                                                                  | 59    |       |
| 15. Januar | Ernst Peter Pick              | österreichischer Arzt und Pharmakologe                                                                   | 87    |       |
| 15. Januar | Hugh Prince                   | US-amerikanischer Filmkomponist und Liedtexter                                                           | 53    |       |
| 15. Januar | Sergei Romanowitsch Zarapkin  | russischer Genetiker und Biologe                                                                         |       |       |
| 16. Januar | Guido Barbarisi               | italienischer Schauspieler                                                                               | 70    |       |
| 16. Januar | Franz Bartscherer             | deutscher Ingenieur und Manager                                                                          | 82    |       |
| 16. Januar | Johann Ulrich Folkers         | deutscher Rassenideologe                                                                                 | 72    |       |
| 16. Januar | Adelaide Smith Casely Hayford | sierra-leonesische Feministin, Rechtsanwältin und Schriftstellerin                                       | 91    |       |
| 16. Januar | Wilmer Worthington MacElree   | US-amerikanischer Jurist, Historiker sowie Schriftsteller                                                | 100   |       |
| 16. Januar | Jakob Meili                   | Aargauer Politiker                                                                                       | 87    |       |
| 16. Januar | Jakob Nill                    | deutscher Politiker                                                                                      | 84    |       |
| 17. Januar | Sid Cassel                    | britisch-US-amerikanischer Schauspieler                                                                  | 62    |       |
| 17. Januar | Thalia Flora-Karavia          | griechische Künstlerin                                                                                   |       |       |
| 18. Januar | Gladys Bentley                | US-amerikanische Blues-Sängerin und Entertainerin                                                        | 52    |       |
| 18. Januar | Kurt Berthel                  | deutscher Politiker (KPD/SED)                                                                            | 62    |       |
| 18. Januar | Julius von Borsody            | österreichischer Filmarchitekt und Szenenbildner                                                         | 67    |       |
| 18. Januar | Richard von Foregger          | österreich-US-amerikanischer Chemiker, Industrieller und Schwimmer                                       | 87    |       |
| 18. Januar | Sophie Kunert                 | deutsche Seelsorgerin                                                                                    | 64    |       |
| 18. Januar | Raymond de Tornaco            | belgischer Automobilrennfahrer                                                                           | 74    |       |
| 19. Januar | Georg Axhausen                | deutscher Kieferchirurg                                                                                  | 82    |       |
| 19. Januar | Marius Chaîne                 | französischer Orientalist und katholischer Priester                                                      | 86    |       |
| 19. Januar | William Coales                | britischer Langstreckenläufer                                                                            | 74    |       |
| 19. Januar | Ralph Peer                    | US-amerikanischer Country-Musik-Produzent                                                                | 67    |       |
| 19. Januar | Friedrich Seemann             | deutscher Politiker (SPD), MdR                                                                           | 84    |       |
| 20. Januar | Ottomar Benz                  | Politiker und Bankier                                                                                    | 79    |       |
| 20. Januar | Rudolf Berthold               | deutscher Ingenieur, Professor und Unternehmensgründer                                                   | 61    |       |
| 20. Januar | Olger B. Burtness             | US-amerikanischer Politiker                                                                              | 75    |       |
| 20. Januar | Georges Destriau              | französischer Physiker                                                                                   | 56    |       |
| 20. Januar | Paul Fleischer                | deutscher Politiker (Zentrum), MdR                                                                       | 86    |       |
| 20. Januar | Rudolf Franz Hartogh          | deutscher Landschaftsmaler                                                                               | 70    |       |
| 20. Januar | Joseph Hughes                 | irischer Politiker, Teachta Dála                                                                         | 54    |       |
| 20. Januar | Fritz Masbach                 | deutscher Pianist und Klavierpädagoge                                                                    | 92    |       |
| 20. Januar | Matt Moore                    | irisch-US-amerikanischer Schauspieler                                                                    | 72    |       |
| 20. Januar | Eddie Parker                  | US-amerikanischer Schauspieler und Stuntman                                                              | 59    |       |
| 20. Januar | Ernst Fritz Schmid            | deutscher Musikwissenschaftler und Hochschullehrer                                                       | 55    |       |
| 20. Januar | Herbert Skinner               | Physiker                                                                                                 | 59    |       |
| 20. Januar | Harry Svendsen                | norwegischer Schwimmer                                                                                   | 65    |       |
| 21. Januar | Thomas Clayton Davis          | kanadischer Diplomat                                                                                     | 70    |       |
| 21. Januar | Edgar Feuchtinger             | deutscher Offizier und Generalleutnant                                                                   | 65    |       |
| 21. Januar | Launy Grøndahl                | dänischer Komponist und Dirigent                                                                         | 73    |       |
| 22. Januar | Georges Boyer                 | französischer Rechtshistoriker                                                                           | 63    |       |
| 22. Januar | Emil Meirowsky                | deutscher Dermatologe                                                                                    | 83    |       |
| 22. Januar | Paul Plaut                    | deutscher Psychologe und Psychiater                                                                      | 65    |       |
| 22. Januar | Carl Ringvold senior          | norwegischer Segler                                                                                      | 83    |       |
| 23. Januar | Konstantinos Amantos          | griechischer Byzantinist und Historiker                                                                  | 85    |       |
| 23. Januar | Hendrik van Blijenburgh       | niederländischer Fechter                                                                                 | 82    |       |
| 23. Januar | Paul Bostetter                | deutscher Verwaltungsbeamter                                                                             | 81    |       |
| 23. Januar | Balthasar Brandmayer          | deutscher Soldat                                                                                         | 67    |       |
| 23. Januar | Guy Daniel-Lamazière          | französischer Automobilrennfahrer                                                                        | 83    |       |
| 23. Januar | Rudolf Gerlach-Rusnak         | ukrainisch-deutscher Opern- und Konzertsänger in der Stimmlage lyrischer Tenor                           | 64    |       |
| 23. Januar | Wolfgang Kayser               | deutscher Germanist                                                                                      | 53    |       |
| 23. Januar | Pierre Le Trividic            | französischer Maler und Buchillustrator                                                                  | 61    |       |
| 23. Januar | Édouard Mény de Marangue      | französischer Tennisspieler                                                                              | 77    |       |
| 24. Januar | Hino Ashihei                  | japanischer Schriftsteller                                                                               | 52    |       |
| 24. Januar | Edwin Cerio                   | italienischer Schriftsteller und Architekt                                                               | 84    |       |
| 24. Januar | Edwin Fischer                 | Schweizer Pianist                                                                                        | 73    |       |
| 24. Januar | Michail Sergejewitsch Malinin | sowjetischer Armeegeneral                                                                                | 60    |       |
| 24. Januar | John Miljan                   | US-amerikanischer Schauspieler                                                                           | 67    |       |
| 24. Januar | René Schiltz                  | französischer Automobilrennfahrer                                                                        | 65    |       |
| 24. Januar | Kurt E. Walter                | deutscher Drehbuchautor                                                                                  | 52    |       |
| 25. Januar | Ilse Arlt                     | österreichische Armutsforscherin                                                                         | 83    |       |
| 25. Januar | Diana Barrymore               | US-amerikanische Schauspielerin                                                                          | 38    |       |
| 25. Januar | Rutland Boughton              | englischer Komponist                                                                                     | 82    |       |
| 25. Januar | Ernst Gehrcke                 | deutscher Physiker                                                                                       | 81    |       |
| 25. Januar | Beno Gutenberg                | deutsch-US-amerikanischer Seismologe und Geophysiker                                                     | 70    |       |
| 25. Januar | Karl Jost                     | Schweizer Anglist und Hochschullehrer                                                                    | 77    |       |
| 25. Januar | Artur Speck                   | deutscher Straßenbauingenieur in Sachsen und Ministerialrat in Dresden                                   | 82    |       |
| 25. Januar | Gawriil Adrianowitsch Tichow  | russischer Astronom, Astrophysiker und Hochschullehrer                                                   | 84    |       |
| 26. Januar | Alfred Hartmann               | Schweizer Lehrer und Übersetzer                                                                          | 76    |       |
| 26. Januar | August Heuberger              | österreichischer Politiker (CSP), Abgeordneter zum Nationalrat                                           | 86    |       |
| 26. Januar | Paul Holzki                   | deutscher Kameramann                                                                                     | 72    |       |
| 26. Januar | Ralph Horr                    | US-amerikanischer Politiker                                                                              | 75    |       |
| 26. Januar | Willy Krauß                   | deutscher Fußballspieler                                                                                 | 73    |       |
| 26. Januar | Hans Lukaschek                | deutscher Politiker (CDU)                                                                                | 74    |       |
| 26. Januar | Earle S. MacPherson           | US-amerikanischer Ingenieur                                                                              | 68    |       |
| 26. Januar | John J. O’Connor              | US-amerikanischer Jurist und Politiker                                                                   | 74    |       |
| 26. Januar | Ernst Schürch                 | Schweizer Journalist                                                                                     | 84    |       |
| 26. Januar | Wilhelm Tegeler               | deutscher Politiker (DNVP, CDU), MdL und Landwirt                                                        | 66    |       |
| 26. Januar | Wilhelm Wester                | deutscher Pfarrer und Widerstandskämpfer                                                                 | 70    |       |
| 27. Januar | Oswaldo Aranha                | brasilianischer Politiker und Diplomat                                                                   | 65    |       |
| 27. Januar | Wolf von Beneckendorff        | deutscher Schauspieler                                                                                   | 68    |       |
| 27. Januar | Eugène Daignault              | kanadischer Schauspieler und Sänger                                                                      | 64    |       |
| 27. Januar | Günther Hafemann              | deutscher Architekt                                                                                      | 57    |       |
| 27. Januar | Peter Morio                   | deutscher Agronom                                                                                        | 72    |       |
| 27. Januar | Hans Schlossberger            | deutscher Hygieniker, Bakteriologe und Hochschullehrer                                                   | 72    |       |
| 28. Januar | Wilhelm Freudenberg           | deutscher Paläontologe                                                                                   | 78    |       |
| 28. Januar | Zora Neale Hurston            | US-amerikanische Schriftstellerin und Folkloristin                                                       | 69    |       |
| 28. Januar | Peter Kronen                  | deutscher Politiker (SPD)                                                                                | 78    |       |
| 28. Januar | Richard Pietzsch              | deutscher Maler des Impressionismus                                                                      | 87    |       |
| 29. Januar | Samuel Białobłocki            | litauischer Hebraist                                                                                     | 71    |       |
| 29. Januar | Julius Friedrich Willy Frerk  | deutsch-britischer Publizist und Schriftsteller                                                          | 73    |       |
| 29. Januar | David McKee Hall              | US-amerikanischer Politiker                                                                              | 41    |       |
| 29. Januar | Louis Jean Heydt              | US-amerikanischer Schauspieler                                                                           | 56    |       |
| 29. Januar | George S. Messersmith         | US-amerikanischer Botschafter                                                                            | 76    |       |
| 29. Januar | Otto Schwarz                  | deutscher Reichsgerichtsrat                                                                              | 84    |       |
| 30. Januar | James Crawford Biggs          | US-amerikanischer Politiker, Jurist und United States Solicitor General                                  | 87    |       |
| 30. Januar | Andrew Brown                  | US-amerikanischer Jazzmusiker (Klarinette, Bassklarinette und Tenorsaxophon)                             | 59    |       |
| 30. Januar | Bernardus Croon               | niederländischer Ruderer                                                                                 | 73    |       |
| 30. Januar | Johannes Pohl                 | deutscher Priester, Nationalsozialist, Judaist, Hebraist und Bibliothekar                                | 55    |       |
| 30. Januar | Ivan Pregelj                  | slowenischer Schriftsteller                                                                              | 66    |       |
| 30. Januar | Franz Steiner                 | österreichischer Wirtschaftsbesitzer und Politiker (GDVP, NSDAP)                                         | 90    |       |
| 30. Januar | Joseph Vendryes               | französischer Linguist und Religionswissenschaftler                                                      | 85    |       |
| 30. Januar | Otto Zänker                   | deutscher evangelischer Theologe                                                                         | 83    |       |
| 31. Januar | Harry Blanchard               | US-amerikanischer Rennfahrer                                                                             | 28    |       |
| 31. Januar | John G. Capstaff              | britisch-US-amerikanischer Fotograf, Ingenieur und Erfinder                                              | 80    |       |
| 31. Januar | Heinrich Götz                 | deutscher Offizier, zuletzt Generalleutnant im Zweiten Weltkrieg                                         | 64    |       |
| 31. Januar | Auguste Herbin                | französischer Maler                                                                                      | 77    |       |
| 31. Januar | Erich Kohlrausch              | deutscher Literat, Politiker und Unternehmer (USPD, KPD, KPO, SPD)                                       | 60    |       |
| 31. Januar | Lilian Lindsay                | britische Zahnärztin, Bibliothekarin und Autorin                                                         | 88    |       |
| 31. Januar | Ernst Peters                  | deutscher Musikpädagoge und Komponist                                                                    | 91    |       |
| 31. Januar | Angelico Prati                | italienischer Romanist, Italianist und Dialektologe                                                      | 76    |       |
| Januar     | Jean Lacassagne               | französischer Arzt und Argotologe                                                                        |       |       |
| Januar     | Elmer Lovejoy                 | US-amerikanischer Automobilpionier und Erfinder                                                          |       |       |

## Februar
| Tag         | Name                                              | Beruf, bekannt als                                                                                              | Alter | Beleg |
| ----------- | ------------------------------------------------- | --- | ----- | ----- |
| 1. Februar  | Felix Boenheim                                    | deutscher Arzt und Politiker                                                                                    | 70    |       |
| 1. Februar  | Georg Schöne                                      | deutscher Mediziner                                                                                             | 84    |       |
| 2. Februar  | Alfredo Cairati                                   | italienischer Musikpädagoge, Komponist und Chorleiter                                                           | 84    |       |
| 2. Februar  | Lothar Danner                                     | deutscher Politiker (SPD), MdHB                                                                                 | 68    |       |
| 2. Februar  | Christina Ehlers                                  | deutsche Schauspielerin                                                                                         | 48    |       |
| 2. Februar  | Eilert Falch-Lund                                 | norwegischer Segler                                                                                             | 85    |       |
| 2. Februar  | Jenő Huszka                                       | ungarischer Operettenkomponist                                                                                  | 84    |       |
| 2. Februar  | Esther John                                       | pakistanische Krankenschwester und Märtyrerin der anglikanischen Kirche                                         | 30    |       |
| 2. Februar  | Heinrich Köhler-Helffrich                         | deutscher Theaterintendant                                                                                      | 55    |       |
| 2. Februar  | Arthur Rachow                                     | deutscher Amateur-Ichthyologe und Aquarianer                                                                    | 75    |       |
| 2. Februar  | Wilhelm Schwan                                    | deutscher Politiker (SPD, KPD, SED), MdR                                                                        | 75    |       |
| 3. Februar  | Eduard Backert                                    | deutscher Gewerkschafter                                                                                        | 85    |       |
| 3. Februar  | Robert Eimler                                     | deutscher Generalmajor                                                                                          | 68    |       |
| 3. Februar  | Walter Glaser                                     | österreichischer Physiker                                                                                       | 53    |       |
| 3. Februar  | Gustave Guillaume                                 | französischer Linguist                                                                                          | 76    |       |
| 3. Februar  | Franz Maria Hickmann                              | österreichischer Journalist und Schriftsteller                                                                  | 62    |       |
| 3. Februar  | Hugo Koenen                                       | Zeitungsverleger                                                                                                | 85    |       |
| 3. Februar  | Josef Peterhans                                   | deutscher Schauspieler                                                                                          | 67    |       |
| 4. Februar  | Sandro Beretta                                    | Schweizer Journalist und Schriftsteller                                                                         | 33    |       |
| 4. Februar  | Carl Björkman                                     | schwedischer Sportschütze                                                                                       | 90    |       |
| 4. Februar  | Paul Helmut Drechsler                             | deutscher Tierfotograf und -filmer                                                                              | 43    |       |
| 4. Februar  | Franz Mika                                        | österreichischer Komponist                                                                                      | 80    |       |
| 4. Februar  | Eduard Weigl                                      | Priester der Diözese Passau, später im Erzbistum München und Freising                                           | 90    |       |
| 5. Februar  | Ernst Albrecht                                    | deutscher Mineralölindustrieller                                                                                | 82    |       |
| 5. Februar  | Florian Bergauer                                  | österreichischer Politiker (SDAP), Mitglied des Bundesrates                                                     | 63    |       |
| 5. Februar  | Rudolf Bosenius                                   | deutscher Pionier der Luftfahrt                                                                                 | 71    |       |
| 5. Februar  | John Peebles Conn                                 | schottischer Violinist, Dirigent und Musikpädagoge                                                              | 76    |       |
| 5. Februar  | Arthur Covey                                      | US-amerikanischer Maler und Wandmaler                                                                           | 82    |       |
| 5. Februar  | Hans Jakob Franzenburg                            | deutscher Politiker (CDU), MdL                                                                                  | 65    |       |
| 5. Februar  | Hermann Gerigk                                    | deutscher Politiker (CDU), MdV, MdL                                                                             | 35    |       |
| 5. Februar  | Erich Heidschuch                                  | deutscher Geheimdienstoffizier                                                                                  | 64    |       |
| 5. Februar  | Johann Wilhelm van Heys                           | deutscher Bauingenieur                                                                                          | 88    |       |
| 5. Februar  | Gustav Ising                                      | schwedischer Teilchenphysiker und Geophysiker                                                                   | 76    |       |
| 5. Februar  | Hilda Knobloch                                    | österreichische Schriftstellerin                                                                                | 79    |       |
| 5. Februar  | Carl Moltmann                                     | deutscher Politiker (SPD, SED), MdR, MdV                                                                        | 75    |       |
| 5. Februar  | Rudolf Nelson                                     | deutscher Kabarettist, Pianist, Komponist und Theaterdirektor                                                   | 81    |       |
| 5. Februar  | Thomas Marc Parrott                               | US-amerikanischer Literaturwissenschaftler                                                                      | 93    |       |
| 6. Februar  | Jesse Belvin                                      | US-amerikanischer Rhythm-and-Blues-Musiker                                                                      | 27    |       |
| 6. Februar  | Johannes Herrmann                                 | deutscher evangelischer Theologe, Alttestamentler und Hochschullehrer                                           | 79    |       |
| 6. Februar  | Karl Maybach                                      | Motorkonstrukteur                                                                                               | 80    |       |
| 7. Februar  | Philip Friedman                                   | polnisch-US-amerikanischer Historiker                                                                           | 58    |       |
| 7. Februar  | Igor Wassiljewitsch Kurtschatow                   | sowjetischer Physiker                                                                                           | 57    |       |
| 7. Februar  | Franz Leopold                                     | österreichischer Politiker (ÖVP), Landtagsabgeordneter im Burgenland                                            | 57    |       |
| 7. Februar  | Nicholas Nerich                                   | US-amerikanischer Schwimmer                                                                                     | 63    |       |
| 7. Februar  | Theodor Staub                                     | Schweizer Blindenlehrer                                                                                         | 95    |       |
| 7. Februar  | Gilbert Vernam                                    | US-amerikanischer Techniker                                                                                     | 69    |       |
| 8. Februar  | John Langshaw Austin                              | englischer Philosoph und Linguist, Begründer der Sprechakttheorie                                               | 48    |       |
| 8. Februar  | Erich Giebner                                     | deutscher Bergmann, MdV                                                                                         | 49    |       |
| 8. Februar  | Eduard Hermann                                    | estnischer Geher                                                                                                | 72    |       |
| 8. Februar  | Hans Hinkel                                       | deutscher Politiker (NSDAP), MdR, Journalist und Ministerialbeamter                                             | 58    |       |
| 8. Februar  | Maurice Marinot                                   | französischer Maler und Glasmaler                                                                               | 77    |       |
| 8. Februar  | Hinrich Möller                                    | deutscher Politiker (CDU), MdL                                                                                  | 68    |       |
| 8. Februar  | Werner Retzlaff                                   | deutscher Architekt                                                                                             | 69    |       |
| 8. Februar  | Ernst Ludwig Eberhard Schmitz                     | deutscher Chemiker                                                                                              | 77    |       |
| 8. Februar  | Giles Gilbert Scott                               | britischer Architekt                                                                                            | 79    |       |
| 9. Februar  | Robert Ballin                                     | deutsch-jüdischer Unternehmer                                                                                   | 87    |       |
| 9. Februar  | Alexander Nikolajewitsch Benois                   | russischer Maler, Schriftsteller, Kunsthistoriker, Kunstkritiker                                                | 89    |       |
| 9. Februar  | Leslie Callingham                                 | britischer Autorennfahrer                                                                                       | 54    |       |
| 9. Februar  | Ernst von Dohnányi                                | ungarisch-US-amerikanischer Pianist und Komponist                                                               | 82    |       |
| 9. Februar  | Abolhassan Foroughi                               | persischer Diplomat                                                                                             |       |       |
| 9. Februar  | Alfred Herbig                                     | deutscher Politiker (SPD), MdL (Württemberg-Baden)                                                              | 63    |       |
| 9. Februar  | Johann Adam Mannschott                            | deutscher Politiker (FDP/DVP)                                                                                   | 75    |       |
| 9. Februar  | Adolf Roemer                                      | Schweizer Politiker                                                                                             | 69    |       |
| 9. Februar  | Arthur Schütz                                     | österreichischer Ingenieur und Schriftsteller                                                                   | 80    |       |
| 9. Februar  | Hermann Speelmans                                 | deutscher Schauspieler und Hörspielsprecher                                                                     | 57    |       |
| 10. Februar | Reinhard Claaßen                                  | deutscher Architekt                                                                                             | 73    |       |
| 10. Februar | William Halpenny                                  | kanadischer Stabhochspringer                                                                                    | 77    |       |
| 10. Februar | Francisco de Assis Pires                          | brasilianischer Geistlicher, Bischof von Crato                                                                  | 79    |       |
| 10. Februar | Fritz Plattner                                    | deutscher Politiker (NSDAP), MdR                                                                                | 59    |       |
| 10. Februar | Hermann Rosenstein                                | deutscher Politiker (CDU), MdA                                                                                  | 66    |       |
| 10. Februar | Alojzije Stepinac                                 | Theologe, Erzbischof von Zagreb, Kardinal und Märtyrer                                                          | 61    |       |
| 10. Februar | Fritz Valjavec                                    | ungarndeutscher Historiker                                                                                      | 50    |       |
| 11. Februar | Karl von Buchka                                   | deutscher Politiker (DVP, NSDAP, CDU), MdB                                                                      | 74    |       |
| 11. Februar | Joaquim Danés i Torras                            | katalanischer Arzt und Historiker                                                                               | 71    |       |
| 11. Februar | Cyprian Kern                                      | Orthodoxer Theologe                                                                                             | 60    |       |
| 11. Februar | Victor Klemperer                                  | deutscher Schriftsteller und Literaturwissenschaftler, MdV                                                      | 78    |       |
| 11. Februar | Ernst Liebermann                                  | deutscher Maler, Grafiker und Illustrator                                                                       | 90    |       |
| 12. Februar | Oskar Anderson                                    | deutscher Statistiker, Ökonom und Mathematiker                                                                  | 72    |       |
| 12. Februar | Jean-Michel Atlan                                 | französischer Philosoph, Maler und Illustrator                                                                  | 47    |       |
| 12. Februar | Louis Audouin-Dubreuil                            | französischer Soldat und Expeditionsteilnehmer                                                                  | 72    |       |
| 12. Februar | Henri De Deken                                    | belgischer Fußballspieler                                                                                       | 52    |       |
| 12. Februar | Bartholomäus Eberl                                | deutscher Priester, Geograph, Volkskundler und Heimatpfleger                                                    | 76    |       |
| 12. Februar | Fridolin Heurich                                  | deutscher Politiker (Zentrum, CDU), MdL und Gewerkschafter                                                      | 81    |       |
| 12. Februar | Oskar von Hindenburg                              | deutscher Offizier und Generalleutnant im Zweiten Weltkrieg                                                     | 77    |       |
| 12. Februar | Roelof Klein                                      | niederländischer Ruderer                                                                                        | 82    |       |
| 12. Februar | Richard Krieger                                   | deutscher KZ-Arzt                                                                                               | 83    |       |
| 12. Februar | Kurt Lessen                                       | österreichischer Schauspieler und Schriftsteller                                                                | 82    |       |
| 12. Februar | Josef Raukamp                                     | österreichischer Glasmaler und Unternehmer                                                                      | 78    |       |
| 12. Februar | Fritz Wimmer                                      | deutscher Maler                                                                                                 | 81    |       |
| 13. Februar | František Lexa                                    | tschechischer Ägyptologe                                                                                        | 83    |       |
| 13. Februar | Kurt Maiwald                                      | deutscher Agrikulturchemiker                                                                                    | 60    |       |
| 13. Februar | Bruno Peters                                      | deutscher Eisenbahningenieur und Widerstandskämpfer                                                             | 76    |       |
| 13. Februar | Mihail Romniceanu                                 | rumänischer Finanzminister                                                                                      | 68    |       |
| 13. Februar | Fritz Schoultz von Ascheraden                     | deutscher Verwaltungsbeamter                                                                                    | 78    |       |
| 14. Februar | Friedrich Heuer                                   | deutscher Architekt                                                                                             |       |       |
| 14. Februar | Alfred Huggenberger                               | Schweizer Schriftsteller                                                                                        | 92    |       |
| 14. Februar | Sven Lidman                                       | schwedischer Schriftsteller                                                                                     | 77    |       |
| 15. Februar | Friedrich Bergmann                                | deutscher Architekt und Hochschullehrer                                                                         | 69    |       |
| 15. Februar | Heinrich Elsner                                   | deutscher Politiker (Zentrumspartei), MdAH und MdL Preußen                                                      | 92    |       |
| 15. Februar | Tonny Kessler                                     | niederländischer Fußballspieler                                                                                 | 70    |       |
| 16. Februar | Heinrich Brost                                    | schwedischer Fußballspieler, -trainer und -funktionär                                                           | 71    |       |
| 16. Februar | Max Feiereis                                      | deutscher Militärmusiker, Musikdirektor und Dirigent                                                            | 77    |       |
| 16. Februar | Max Maag                                          | Schweizer Unternehmer                                                                                           | 77    |       |
| 16. Februar | Leopold Neubauer                                  | österreichischer Fußball-Nationalspieler                                                                        | 70    |       |
| 16. Februar | Norman Pett                                       | englischer Comiczeichner und -autor                                                                             | 68    |       |
| 16. Februar | Karl von Stieler                                  | deutscher Ministerialbeamter und Staatssekretär                                                                 | 95    |       |
| 17. Februar | Johann Endl                                       | österreichischer Politiker (ÖVP)                                                                                | 63    |       |
| 17. Februar | Bruno Gleißberg                                   | deutscher Politiker                                                                                             | 64    |       |
| 17. Februar | Gerhard Obuch                                     | deutscher sozialistischer Politiker und Rechtsanwalt                                                            | 75    |       |
| 17. Februar | Eugen Osswald                                     | deutscher Tiermaler und Illustrator                                                                             | 81    |       |
| 17. Februar | Worth Ryder                                       | US-amerikanischer Maler                                                                                         | 75    |       |
| 18. Februar | Maxwell Ayrton                                    | britischer Architekt                                                                                            |       |       |
| 18. Februar | Eugen Fabricius                                   | deutscher Architekt                                                                                             | 88    |       |
| 18. Februar | Max Hahn                                          | deutscher Radsportler und Fahrradkonstrukteur                                                                   | 61    |       |
| 18. Februar | Per Hallström                                     | schwedischer Schriftsteller                                                                                     | 93    |       |
| 18. Februar | Hermann Pokorny                                   | österreichisch-ungarischer Kryptoanalytiker                                                                     | 77    |       |
| 18. Februar | Jens Raben                                        | dänischer Prähistoriker und Museumsdirektor                                                                     | 79    |       |
| 18. Februar | Lewis Sheldon                                     | US-amerikanischer Leichtathlet                                                                                  | 85    |       |
| 18. Februar | Erich Sielaff                                     | deutscher Literaturwissenschaftler und Volkskundler                                                             | 70    |       |
| 18. Februar | Hans Völker                                       | deutscher Zeichenlehrer, Gymnasiallehrer, Lehrbeauftragter und Maler                                            | 70    |       |
| 19. Februar | Hans Christian Svane Hansen                       | dänischer sozialdemokratischer Politiker, Mitglied des Folketing                                                | 53    |       |
| 19. Februar | René Ristelhueber                                 | französischer Diplomat                                                                                          | 78    |       |
| 19. Februar | Kenneth Aldred Spencer                            | US-amerikanischer Industrieller                                                                                 | 58    |       |
| 19. Februar | Takagi Teiji                                      | japanischer Mathematiker                                                                                        | 84    |       |
| 20. Februar | Victor Breyer                                     | französischer Sportjournalist und -funktionär                                                                   | 90    |       |
| 20. Februar | Barry Dierks                                      | US-amerikanischer Architekt                                                                                     |       |       |
| 20. Februar | Karl Gustafsson                                   | schwedischer Fußballspieler                                                                                     | 71    |       |
| 20. Februar | Louis Mourier                                     | französischer Politiker, Mitglied der Nationalversammlung                                                       | 86    |       |
| 20. Februar | António Correia de Oliveira                       | portugiesischer Lyriker, Dramatiker und Journalist                                                              | 81    |       |
| 20. Februar | John O’Hanlon                                     | irischer Schachspieler                                                                                          | 83    |       |
| 20. Februar | Ellen Rovsing                                     | dänische Schauspielerin und Drehbuchautorin                                                                     | 70    |       |
| 20. Februar | Marcel Schein                                     | US-amerikanischer Physiker                                                                                      | 57    |       |
| 20. Februar | Philipp Wehr                                      | deutscher Politiker (SPD), MdB                                                                                  | 53    |       |
| 20. Februar | Leonard Woolley                                   | britischer Archäologe                                                                                           | 79    |       |
| 20. Februar | Adone Zoli                                        | italienischer Politiker, Ministerpräsident von Italien (1957–1958)                                              | 72    |       |
| 21. Februar | Alois Baeriswyl                                   | Schweizer Politiker und Staatsrat des Kantons Freiburg                                                          | 70    |       |
| 21. Februar | Jacques Becker                                    | französischer Filmregisseur                                                                                     | 53    |       |
| 21. Februar | August Buxbaum                                    | deutscher Architekt und Baubeamter, Stadtbaurat in Darmstadt                                                    | 83    |       |
| 21. Februar | Christoph Diehm                                   | deutscher Politiker (NSDAP), MdR, Generalmajor der Waffen-SS und Polizei                                        | 67    |       |
| 21. Februar | Franz Fitz                                        | österreichischer Fußballspieler                                                                                 | 38    |       |
| 21. Februar | John Hagerman                                     | US-amerikanisch-kanadischer Weit- und Dreispringer                                                              | 78    |       |
| 21. Februar | Henri Jeanmaire                                   | französischer Altphilologe und Religionshistoriker                                                              |       |       |
| 21. Februar | Edwina Mountbatten, Countess Mountbatten of Burma | britische Ehefrau des letzten britischen Vizekönigs von Indien                                                  | 58    |       |
| 21. Februar | Alfred Müller-Edler                               | deutscher Hermetiker, Alchemist und esoterischer Schriftsteller                                                 | 84    |       |
| 21. Februar | Gabriel Roucaute                                  | französischer Politiker, Mitglied der Nationalversammlung                                                       | 55    |       |
| 22. Februar | Paul-Émile Borduas                                | kanadischer Maler                                                                                               | 54    |       |
| 22. Februar | Hermann Edler von Gäßler                          | deutscher Verwaltungsjurist                                                                                     | 83    |       |
| 22. Februar | Paul Koelner                                      | Schweizer Pädagoge und Historiker                                                                               | 81    |       |
| 22. Februar | Walter Laue                                       | deutscher kommunistischer Widerstandskämpfer und politischer KZ-Häftling                                        | 55    |       |
| 22. Februar | Ferdinand Neuling                                 | deutscher Offizier, zuletzt General der Infanterie im Zweiten Weltkrieg                                         | 74    |       |
| 22. Februar | Johannes Preis                                    | Spengler und Abgeordneter                                                                                       | 74    |       |
| 22. Februar | Townsend Scudder                                  | US-amerikanischer Politiker                                                                                     | 94    |       |
| 22. Februar | Tatjana Simson                                    | russische bzw. sowjetische Kinderpsychiaterin                                                                   | 67    |       |
| 23. Februar | Theodor Amfaldern                                 | deutscher Jurist                                                                                                | 74    |       |
| 23. Februar | Alphonse de Kalbermatten                          | Schweizer Architekt                                                                                             | 89    |       |
| 23. Februar | Jakob Knöß                                        | deutscher Gewerkschafter                                                                                        | 78    |       |
| 23. Februar | Ryszard Paweł Kunicki                             | polnischer Arzt, Sozialist                                                                                      | 86    |       |
| 23. Februar | Paul Leemann-van Elck                             | Schweizer Weinhändler und Autor zur Buchdruckerkunst                                                            | 75    |       |
| 23. Februar | Arthur Legat                                      | belgischer Automobilrennfahrer                                                                                  | 61    |       |
| 23. Februar | Alexandre Lippmann                                | französischer Degenfechter und zweifacher Olympiasieger                                                         | 78    |       |
| 23. Februar | Alfonso Tusell                                    | spanischer Wasserballspieler                                                                                    | 53    |       |
| 23. Februar | Rudolf Zarboch                                    | österreichischer Politiker (NWB, GdP), Abgeordneter zum Nationalrat                                             | 81    |       |
| 24. Februar | Pierre Albarran                                   | französischer Tennis- und Bridgespieler                                                                         | 66    |       |
| 24. Februar | Léon Bérard                                       | französischer Politiker, Rechtsanwalt und Schriftsteller                                                        | 84    |       |
| 24. Februar | Jean Binet                                        | Schweizer Komponist und Musiker                                                                                 | 66    |       |
| 24. Februar | Albert Sixtus                                     | deutscher Kinder- und Jugendbuchautor                                                                           | 67    |       |
| 25. Februar | Philipp Haeuser                                   | deutscher römisch-katholischer Pfarrer und Anhänger des Nationalsozialismus                                     | 83    |       |
| 25. Februar | Johannes Hoffmann                                 | deutscher Politiker (Zentrum), MdL, MdB                                                                         | 70    |       |
| 25. Februar | Bernhard Rudolph                                  | deutscher Jurist und Politiker, MdL Hannover                                                                    | 83    |       |
| 26. Februar | William J. Bulow                                  | US-amerikanischer Politiker                                                                                     | 91    |       |
| 26. Februar | Axel Eriksson                                     | schwedischer Leichtathlet                                                                                       | 56    |       |
| 26. Februar | Reinhold Heidecke                                 | deutscher Mechaniker                                                                                            | 79    |       |
| 26. Februar | Anton Lorenz                                      | deutscher Politiker                                                                                             | 71    |       |
| 26. Februar | Bertha Putnam                                     | US-amerikanische Mediävistin                                                                                    | 87    |       |
| 26. Februar | Waldemar Rode                                     | deutscher Pastor                                                                                                | 56    |       |
| 27. Februar | Oszkár Asbóth                                     | ungarischer Ingenieur und Luftfahrtpionier                                                                      | 68    |       |
| 27. Februar | Ettore Chimeri                                    | venezolanischer Rennfahrer                                                                                      | 35    |       |
| 27. Februar | Hermann Lindrath                                  | deutscher Politiker, MdB                                                                                        | 63    |       |
| 27. Februar | Adriano Olivetti                                  | italienischer Unternehmer, Ingenieur und Politiker                                                              | 58    |       |
| 27. Februar | Karl Sautter                                      | deutscher Verwaltungsbeamter                                                                                    | 88    |       |
| 28. Februar | Lina Drechsler Adamson                            | kanadische Geigerin und Musikpädagogin                                                                          |       |       |
| 28. Februar | George Thomas Smith-Clarke                        | britischer Ingenieur                                                                                            | 75    |       |
| 28. Februar | Walter Zawadil                                    | deutscher Politiker (FDP, DP), MdB                                                                              | 50    |       |
| 29. Februar | Hermann Beuttenmüller                             | deutscher Jurist und Schriftsteller                                                                             | 78    |       |
| 29. Februar | Willi Cahn                                        | deutsch-US-amerikanischer Architekt                                                                             | 70    |       |
| 29. Februar | Elizabeth Gilmer                                  | neuseeländische Sozialarbeiterin, Kommunalpolitikerin, Naturschützerin und erste Frau in Neuseeland, die die... | 79    |       |
| 29. Februar | Heinrich Hanselmann                               | Schweizer Pädagoge                                                                                              | 74    |       |
| 29. Februar | George Huddleston                                 | US-amerikanischer Politiker und Abgeordneter                                                                    | 90    |       |
| 29. Februar | Edgar Meyer                                       | deutscher Physiker                                                                                              | 80    |       |
| 29. Februar | Lothar Mohrenwitz                                 | deutscher Literaturagent                                                                                        | 74    |       |
| 29. Februar | Melvin Purvis                                     | US-amerikanischer Mitarbeiter des FBI                                                                           | 56    |       |
| 29. Februar | Bernhard Roßmann                                  | deutscher Lehrer, Senator und Politiker (SPD)                                                                   | 86    |       |
| 29. Februar | James Simpson junior                              | US-amerikanischer Politiker                                                                                     | 55    |       |
| 29. Februar | Samuel Walker                                     | britischer Turner                                                                                               | 76    |       |
| Februar     | Hanns Bobermin                                    | deutscher Volkswirt und verurteilter Kriegsverbrecher                                                           | 56    |       |
| Februar     | Erwin Haaga                                       | deutscher Fußballspieler                                                                                        |       |       |

## März
| Tag      | Name                              | Beruf, bekannt als                                                                                       | Alter | Beleg |
| -------- | --------------------------------- | --- | ----- | ----- |
| 1. März  | Aemilian Edlauer                  | österreichischer Malakologe und Mollusken-Sammler                                                        | 77    |       |
| 1. März  | František Hečko                   | slowakischer Lyriker, Prosaist und Publizist                                                             | 54    |       |
| 1. März  | Paul Leverkuehn                   | deutscher Politiker (CDU), MdB, MdEP                                                                     | 66    |       |
| 1. März  | Willy Meerwald                    | deutscher Jurist und Staatsbeamter                                                                       | 71    |       |
| 1. März  | Bruno Müller                      | deutscher Jurist, SS-Obersturmbannführer und Oberregierungsrat                                           | 54    |       |
| 1. März  | Fritz Podehl                      | deutscher Filmkritiker, Produktionsleiter und Filmdramaturg                                              | 67    |       |
| 2. März  | Hellmut Berg                      | deutscher Geophysiker und Meteorologe                                                                    | 51    |       |
| 2. März  | Friedrich Czermak                 | österreichischer Geologe                                                                                 | 69    |       |
| 2. März  | Arthur Louis Day                  | US-amerikanischer Geologe                                                                                | 90    |       |
| 2. März  | Alfredo Niceforo                  | italienischer Soziologe und Kriminologe                                                                  | 84    |       |
| 2. März  | Karl Oréans                       | deutscher romanischer Philologe und Gymnasiallehrer                                                      | 96    |       |
| 2. März  | Joseph Pardee                     | US-amerikanischer Geologe                                                                                | 88    |       |
| 2. März  | Franz Schönemann                  | deutscher Schauspieler bei Bühne und Film                                                                | 79    |       |
| 2. März  | Stanisław Taczak                  | Hauptmann der Infanterie der Armee des Deutschen Kaiserreichs                                            | 85    |       |
| 2. März  | Jean Thieulin                     | französischer Maler                                                                                      | 65    |       |
| 2. März  | Émile Vuillermoz                  | französischer Film- und Musikkritiker und Komponist                                                      | 81    |       |
| 3. März  | Siegfried Galliner                | deutscher Rabbiner                                                                                       | 85    |       |
| 3. März  | Holger Werfel Scheuermann         | dänischer Orthopäde und Röntgenarzt                                                                      | 83    |       |
| 3. März  | Ulf Seidl                         | österreichischer Maler, Graphiker, Schriftsteller und Offizier                                           | 78    |       |
| 3. März  | Angelo Tasca                      | italienisch-französischer Journalist und Politiker                                                       | 67    |       |
| 4. März  | Carl Bertschinger                 | Schweizer Politiker (FDP/BGB)                                                                            | 78    |       |
| 4. März  | Herbert O’Conor                   | US-amerikanischer Politiker, Gouverneur von Maryland                                                     | 63    |       |
| 4. März  | Oleksandr Schulhyn                | ukrainischer Historiker, Politiker und Exilpolitiker                                                     | 70    |       |
| 4. März  | Manja Tzatschewa                  | bulgarisch-deutsche Schauspielerin                                                                       | 68    |       |
| 4. März  | Leonard Warren                    | US-amerikanischer Opernsänger (Bariton)                                                                  | 48    |       |
| 4. März  | August Wegmann                    | deutscher Politiker (SPD), MdL                                                                           | 67    |       |
| 5. März  | Hermann Alberts                   | deutscher evangelischer Geistlicher und Autor                                                            | 90    |       |
| 5. März  | Fritz Maxin                       | deutscher Politiker (DNVP), MdR                                                                          | 74    |       |
| 5. März  | Malcolm C. Tarver                 | US-amerikanischer Politiker                                                                              | 74    |       |
| 5. März  | Jorinus van der Wiel              | niederländischer Radrennfahrer                                                                           | 66    |       |
| 6. März  | Edward Harrison Compton           | deutscher Landschaftsmaler                                                                               | 78    |       |
| 6. März  | Reinhold Drescher                 | deutscher Gewerkschafter und Politiker (SPD), MdL                                                        | 85    |       |
| 6. März  | Roy Augustus Knabenshue           | US-amerikanischer Ingenieur, Ballonfahrer und Flugpionier                                                | 83    |       |
| 6. März  | Jean Puy                          | französischer Maler                                                                                      | 83    |       |
| 6. März  | Pedro Reszka                      | chilenischer Maler                                                                                       | 87    |       |
| 7. März  | Gottfried Bohnenblust             | Schweizer Hochschullehrer, Germanist, Literaturhistoriker, Komponist und Schriftsteller                  | 76    |       |
| 7. März  | Florian Födermayr                 | österreichischer Landwirt und Abgeordneter zum Nationalrat                                               | 82    |       |
| 7. März  | Joachim Kleist                    | deutscher Politiker                                                                                      | 46    |       |
| 7. März  | Edward Lessimore                  | britischer Sportschütze                                                                                  | 79    |       |
| 7. März  | Karl Opfermann                    | deutscher Holz- und Steinbildhauer                                                                       | 68    |       |
| 7. März  | Ernst Sigle                       | deutscher Unternehmer                                                                                    | 88    |       |
| 8. März  | George E. Hood                    | US-amerikanischer Politiker                                                                              | 85    |       |
| 8. März  | Marie Janson                      | belgische Senatorin                                                                                      | 86    |       |
| 8. März  | Oswald von Krobshofer             | deutscher Maler und Schachkomponist                                                                      | 76    |       |
| 8. März  | Earle Morgan                      | US-amerikanischer Filmtechniker                                                                          | 54    |       |
| 8. März  | Heinrich Weinstock                | deutscher Philosoph und Pädagoge                                                                         | 71    |       |
| 8. März  | Friedrich Wendel                  | sozialdemokratischer Journalist und Autor                                                                | 73    |       |
| 9. März  | Otto Ackermann                    | Schweizer Dirigent                                                                                       | 50    |       |
| 9. März  | Bernhard Aschner                  | österreichischer Arzt                                                                                    | 77    |       |
| 9. März  | Henry Bernhard                    | deutscher Zeitungsverleger, Journalist und Politiker                                                     | 64    |       |
| 9. März  | Tor Carpelan                      | finnländischer Historiker, Biograph und Genealoge                                                        | 92    |       |
| 9. März  | Marie Cremers                     | niederländische Malerin Grafikerin, Illustratorin und Lithographin                                       | 86    |       |
| 9. März  | Hermann Otto Laurenz Fischer      | US-amerikanischer Chemiker deutscher Herkunft                                                            | 71    |       |
| 9. März  | Raymond Murray                    | US-amerikanischer Eisschnellläufer                                                                       | 49    |       |
| 9. März  | Richard L. Neuberger              | US-amerikanischer Politiker                                                                              | 47    |       |
| 9. März  | Christian Rieker                  | deutscher Politiker (SPD)                                                                                | 72    |       |
| 10. März | Viktor Altmann                    | österreichischer politischer Aktivist                                                                    | 60    |       |
| 10. März | John Amen                         | US-amerikanischer Staatsanwalt                                                                           | 61    |       |
| 10. März | Ei-Kyū                            | japanischer Maler                                                                                        | 48    |       |
| 10. März | Rodes K. Myers                    | US-amerikanischer Politiker                                                                              | 59    |       |
| 10. März | Xenia von Montenegro              | Mitglied aus dem Haus Petrović-Njegoš                                                                    | 78    |       |
| 10. März | Heide Sachs                       | deutsche Dichterin und Vortragskünstlerin                                                                | 84    |       |
| 11. März | Roy Chapman Andrews               | US-amerikanischer Forscher, Abenteurer, Paläontologe und Direktor des American Museum of Natural History | 76    |       |
| 11. März | Marcelle Chantal                  | französische Schauspielerin                                                                              | 59    |       |
| 11. März | Frederick H. Dominick             | US-amerikanischer Politiker                                                                              | 83    |       |
| 11. März | Roman Mann                        | polnischer Filmarchitekt, Architekt, Maler, Hochschullehrer                                              | 48    |       |
| 11. März | Paul Mühsam                       | deutscher Jurist, Übersetzer und Schriftsteller                                                          | 83    |       |
| 12. März | Semjon Iljitsch Bogdanow          | Chef der sowjetischen Militäradministration in Brandenburg                                               | 65    |       |
| 12. März | Max Schwimmer                     | deutscher Maler, Grafiker und Illustrator                                                                | 64    |       |
| 12. März | August Skalweit                   | deutscher Volkswirt und Hochschullehrer                                                                  | 80    |       |
| 13. März | Elisabeth Amalie von Österreich   | Erzherzogin von Österreich                                                                               | 81    |       |
| 13. März | Hermann Kleinknecht               | deutscher Klassischer Philologe                                                                          | 59    |       |
| 13. März | Louis Wagner                      | französischer Automobilrennfahrer                                                                        | 78    |       |
| 13. März | Johanna Weiskirch                 | deutsche Schriftstellerin                                                                                | 95    |       |
| 14. März | Ray Atherton                      | US-amerikanischer Architekt und Diplomat                                                                 | 76    |       |
| 14. März | Ludwig Böck                       | deutscher Skisportler                                                                                    | 57    |       |
| 14. März | Ioannis Georgiadis                | griechischer Fechter                                                                                     | 83    |       |
| 14. März | Georg Pniower                     | deutscher Landschaftsarchitekt                                                                           | 63    |       |
| 14. März | Maximilian Toepler                | deutscher Ingenieur und Hochschullehrer, Professor für Hochspannungstechnik                              | 89    |       |
| 14. März | Andreas Weißenbäck                | österreichischer Musikwissenschaftler und Experte für Kirchenglocken                                     | 79    |       |
| 15. März | Herman Bjørklund                  | norwegischer Tennisspieler                                                                               | 76    |       |
| 15. März | Friedrich Boas                    | deutscher Botaniker und Phytopathologe                                                                   | 73    |       |
| 15. März | Eduard Čech                       | tschechischer Mathematiker                                                                               | 66    |       |
| 15. März | Dionizy                           | Metropolit der Polnisch-Orthodoxen Kirche                                                                | 83    |       |
| 15. März | Louis Ruyter Radcliffe Grote      | deutscher Internist                                                                                      | 73    |       |
| 15. März | Fritz Meisel                      | deutscher Maler, Zeichner und Grafiker                                                                   | 62    |       |
| 16. März | Anton Anderson                    | US-amerikanischer Ingenieur und Lokalpolitiker                                                           | 67    |       |
| 16. März | Abbie Mitchell                    | afroamerikanische Sängerin und Schauspielerin                                                            | 75    |       |
| 16. März | Gérard Saint                      | französischer Radrennfahrer                                                                              | 24    |       |
| 17. März | Fernando Álvarez de Sotomayor     | spanischer Maler                                                                                         | 84    |       |
| 17. März | Fujiwara Ginjirō                  | japanischer Unternehmer und Politiker                                                                    | 90    |       |
| 17. März | Randolph Hewton                   | kanadischer Maler                                                                                        | 71    |       |
| 17. März | Alfred Maderno                    | österreichisch-deutscher Schriftsteller und Journalist                                                   | 73    |       |
| 17. März | Hans Mattis-Teutsch               | Maler, Graphiker, Kunsttheoretiker, Dichter und Kunstpädagoge                                            | 75    |       |
| 17. März | Otto Steinmayer                   | deutscher Gewerkschafter und Politiker (SPD), MdL                                                        | 83    |       |
| 17. März | Helge Tanck                       | deutscher Maler                                                                                          | 55    |       |
| 18. März | Walter Forstreuter                | deutscher Vorstandsvorsitzender des Gerling-Konzerns                                                     | 70    |       |
| 18. März | Wilhelm Frahm-Pauli               | deutscher Maler                                                                                          | 81    |       |
| 18. März | Alexander Wassiljewitsch Kuprin   | russischer Maler                                                                                         | 80    |       |
| 18. März | Richard H. Riedel                 | deutscher Filmarchitekt                                                                                  | 55    |       |
| 18. März | Günther von Schönburg-Waldenburg  | Fürst von Schönburg-Waldenburg                                                                           | 72    |       |
| 19. März | Theron Ephron Catlin              | US-amerikanischer Politiker                                                                              | 81    |       |
| 19. März | Rudolf Deman                      | österreichischer Geiger                                                                                  | 79    |       |
| 19. März | Sonya Levien                      | US-amerikanische Drehbuchautorin russischer Herkunft                                                     | 64    |       |
| 19. März | Adolf Schulten                    | deutscher Althistoriker und Archäologe                                                                   | 89    |       |
| 19. März | Victor Thébault                   | französischer Mathematiker                                                                               | 78    |       |
| 20. März | Wilhelm Goetsch                   | deutscher Zoologe                                                                                        | 72    |       |
| 20. März | Régulo Rico                       | venezolanischer Komponist und Musikpädagoge                                                              | 82    |       |
| 20. März | Léon Sée                          | französischer Fechter                                                                                    | 82    |       |
| 20. März | Ossian Sweet                      | US-amerikanischer Arzt                                                                                   | 64    |       |
| 21. März | Hermann Burte                     | deutscher Dichter, Schriftsteller und Maler                                                              | 81    |       |
| 21. März | Howard Joseph Carroll             | US-amerikanischer Geistlicher, Bischof von Altoona-Johnstown                                             | 57    |       |
| 21. März | Josef Klemann                     | deutscher Geistlicher, Apostolischer Vikar von Groß-Namaland                                             | 88    |       |
| 21. März | James Brookes Knight              | US-amerikanischer Paläontologe                                                                           | 71    |       |
| 21. März | Johann Platte                     | deutscher Gewerkschafter, Landesminister NRW                                                             | 65    |       |
| 22. März | José Antonio Aguirre              | baskischer Politiker                                                                                     | 56    |       |
| 22. März | Agnes Arber                       | englische Botanikerin                                                                                    | 81    |       |
| 22. März | John Lloyd Dorsey                 | US-amerikanischer Politiker                                                                              | 68    |       |
| 22. März | Maurice Hochepied                 | französischer Schwimmer und Wasserballspieler                                                            | 78    |       |
| 22. März | Max Mucker                        | Mitglied der Sächsischen Volkskammer                                                                     | 83    |       |
| 23. März | Franklin Pierce Adams             | US-amerikanischer Journalist und Radiosprecher                                                           | 78    |       |
| 23. März | Ludwig Bergsträsser               | deutscher Politiker, MdR, MdL, MdB                                                                       | 77    |       |
| 23. März | Jakob Landis                      | Schweizer Ingenieur                                                                                      | 65    |       |
| 23. März | Bertold Löffler                   | österreichischer Maler, Graphiker und Designer                                                           | 85    |       |
| 23. März | Klawdija Timofejewna Nowgorodzewa | Funktionärin der russischen revolutionären Bewegung                                                      | 84    |       |
| 23. März | Said Nursî                        | islamischer Theologe kurdischer Herkunft in der Türkei                                                   |       |       |
| 23. März | Franz Palme                       | deutscher Luftfahrtmediziner und Hochschullehrer                                                         | 52    |       |
| 23. März | Raoul Paoli                       | französischer Sportler und Filmschauspieler                                                              | 72    |       |
| 23. März | Eduard Reichenow                  | deutscher Protozoologe                                                                                   | 76    |       |
| 24. März | Rudolf Kellerhals                 | Schweizer Jurist                                                                                         | 61    |       |
| 24. März | James Overlack                    | deutschsprachiger Abenteuerroman-Autor                                                                   | 83    |       |
| 24. März | Wilhelm Raithel                   | deutscher General                                                                                        | 65    |       |
| 24. März | Kurt Rupli                        | deutscher Filmregisseur, Theaterschauspieler, Drehbuchautor und Filmproduzent                            | 60    |       |
| 25. März | Anna Ahrens                       | niederdeutsche Heimatdichterin                                                                           | 88    |       |
| 25. März | Erich Bachem                      | deutscher Ingenieur und Konstrukteur                                                                     | 53    |       |
| 25. März | Reinhard Demoll                   | deutscher Zoologe                                                                                        | 77    |       |
| 25. März | Kurt Einsiedel                    | deutscher Radrennfahrer                                                                                  | 53    |       |
| 25. März | Ernst Melsheimer                  | Generalstaatsanwalt der DDR                                                                              | 62    |       |
| 25. März | Ralph Elmer Wilson                | US-amerikanischer Astronom                                                                               | 73    |       |
| 26. März | Heikki Åhlman                     | finnischer Leichtathlet                                                                                  | 80    |       |
| 26. März | Francisco Goitia                  | mexikanischer Maler                                                                                      | 77    |       |
| 26. März | Ian Keith                         | US-amerikanischer Theater- und Filmschauspieler                                                          | 61    |       |
| 26. März | Friedrich Wilhelm Liel            | deutscher Maler                                                                                          | 82    |       |
| 26. März | Philipp Thormann                  | Schweizer Rechtswissenschaftler                                                                          | 85    |       |
| 26. März | Paul Thränert                     | deutscher Gewerkschafter                                                                                 | 84    |       |
| 27. März | Nini Dombrowski                   | deutsche Musikpädagogin und Mitherausgeberin des Liederbuches „Der Spielmann“                            | 61    |       |
| 27. März | J. Lyter Donaldson                | US-amerikanischer Politiker                                                                              | 68    |       |
| 27. März | Richard Hessberg                  | deutscher Augenarzt                                                                                      | 80    |       |
| 27. März | Gregorio Marañón                  | spanischer Mediziner, Schriftsteller und Professor für Endokrinologie                                    | 72    |       |
| 27. März | Egbert Picker                     | deutscher Generalleutnant im Zweiten Weltkrieg                                                           | 65    |       |
| 27. März | Otto Rodewald                     | deutscher Maler und Grafiker und Mitglied der Hamburgischen Sezession                                    | 68    |       |
| 28. März | Thomas F. Burchill                | US-amerikanischer Politiker                                                                              | 77    |       |
| 28. März | Franz Gerwin                      | deutscher Maler                                                                                          | 68    |       |
| 28. März | Karl Johan Holter                 | norwegischer Maler, Postmeister, Apotheker und Bibliothekar                                              | 89    |       |
| 28. März | Russell V. Mack                   | US-amerikanischer Politiker                                                                              | 68    |       |
| 29. März | Luiz Americano                    | brasilianischer Klarinettist, Saxophonist und Komponist                                                  | 60    |       |
| 29. März | Emil Meysel                       | deutscher Volkssänger und Humorist in Leipzig                                                            | 83    |       |
| 29. März | Gustav Pistor                     | deutscher Chemiker und Manager                                                                           | 87    |       |
| 30. März | Joseph Haas                       | deutscher Komponist                                                                                      | 81    |       |
| 30. März | Fritz Klimsch                     | deutscher Bildhauer                                                                                      | 90    |       |
| 30. März | Eleni Lambiri                     | griechische Komponistin und Dirigentin                                                                   | 71    |       |
| 30. März | Dschamil Mardam                   | syrischer Ministerpräsident                                                                              |       |       |
| 30. März | Käte Müller-Lisowski              | deutsche Keltologin                                                                                      | 76    |       |
| 30. März | Natori Shunsen                    | japanischer Holzschnitt-Künstler                                                                         | 74    |       |
| 30. März | Christoph Pante                   | deutscher Tierarzt                                                                                       | 81    |       |
| 30. März | Joachim Utech                     | deutscher Bildhauer                                                                                      | 70    |       |
| 31. März | Franz-Josef Binder                | österreichischer Motorradrennfahrer                                                                      | 51    |       |
| 31. März | Robert Eyssen                     | deutscher Marineoffizier und Konteradmiral                                                               | 67    |       |
| 31. März | Friedrich Fischer-Friesenhausen   | deutscher Dichter und Schriftsteller                                                                     | 73    |       |
| 31. März | Paul Lebreton                     | französischer Tennisspieler                                                                              | 84    |       |
| 31. März | Fritz Strobl                      | österreichischer Schauspieler und Zauberkünstler                                                         | 46    |       |
| 31. März | Julius Wallot                     | deutscher Physiker                                                                                       | 83    |       |